# Plymouth Municipal Airport (New Hampshire)

i7
i11
i13
Der Plymouth Municipal Airport (FAA-Identifier 1P1) in Plymouth im US-Bundesstaat New Hampshire ist ein öffentlicher Flugplatz der allgemeinen Luftfahrt und befindet sich im Besitz der Town of Plymouth. Er wurde im Februar 1947 eröffnet. Im New Hampshire State Airport System Plan ist er als Basic Airport eingeordnet, der von den meisten einmotorigen Flugzeugen benutzt werden kann.

## Lage
Plymouth liegt im Grafton County südwestlich der White Mountains in der Lakes Region von New Hampshire, einem der Neuenglandstaaten der USA. Der Platz ist etwa 53 Hektar groß und liegt in 154 Metern Höhe nördlich des Baker River in etwa 4,8 Kilometer Entfernung westlich des Zentrums von Plymouth. Erschlossen wird der Platz über die New Hampshire State Route NH–25 und NH–3A. Der Interstate 93 ist etwa sechs Kilometer entfernt.

## Anlage
Die Bahn 12/30 ist 715 Meter lang und 27 Meter breit. Die Oberfläche besteht aus Gras, die Bahn ist nicht beleuchtet. Der Betrieb ist ausschließlich im Sichtflug möglich. Es gibt Abstellplätze mit Verankerungen sowie ein kleines Terminal- und Hangargebäude und keine weiteren Versorgungs-, Wartungs- oder Reparaturkapazitäten. Im Winter steht der Platz für mit Ski ausgestattete Flugzeuge offen.

## Flugbewegungen
Zum Zeitpunkt der Erfassung (2019) fanden 3250 Flugbewegungen im Jahr statt Dabei war der Flugverkehr überwiegend lokal mit 2010 Flügen. Dazu kamen 1210 Zwischenlandungen sowie 30 Militärflüge (Stand 2021).